# Schwestern vom Heiligen Sakrament von Valence
Die Schwestern vom Heiligen Sakrament von Valence (französisch: Religieuses du Saint Sacrement de Valence, Ordenskürzel: RSS) sind seit 1715 eine römisch-katholische Ordensgemeinschaft.

## Geschichte

### Anfänge bis zur Revolution
Eine gewisse Marguerite aus Nozières, angezogen vom Bau eines großen Kreuzwegs durch den seligen Pierre Vigne, kam 1713 in das nahegelegene Boucieu-le-Roi im heutigen französischen Département Ardèche, um dort heiligmäßig zu leben. Sie gab Unterricht und diente als Führerin für den Kreuzweg. 1714 schlossen sich ihr drei weitere Frauen an: Catherine Junique aus Macheville (heute: Lamastre), Louise Bouveyron aus Colombier-le-Jeune und Jeanne Rouveure aus Saint-Barthélemy-le-Plain. Während Marguerite ausschied, weil sie für das Gemeinschaftsleben nicht geschaffen war, vergrößerte sich die Dreiergruppe um vier weitere Mitglieder: Marie Spéliat, Marguerite Rouveure, Marie Bost und Jeanne Chalaye. Diese sieben konstituierten sich am 30. November 1715 unter der geistlichen Leitung von Pierre Vigne, der ihnen eine Ordensregel schrieb, zur Kongregation der Soeurs du Calvaire, die sich später Soeurs du Saint Sacrement (Schwestern vom Heiligen Sakrament) nannten (nach der in Valence beheimateten Priestergemeinschaft vom Allerheiligsten, der sich Pierre Vigne angeschlossen hatte). Der Bischof von Valence, Jean de Catellan (1659–1725), förderte die Gemeinschaft, die 1718 auf zwölf Nonnen angewachsen war und anfing, Filialen zu errichten (u. a. in Tournon-sur-Rhône, Grignan, Pierrelatte, Valréas, Nyons und Valence). 1787 wurde sie vom König offiziell anerkannt, dann aber wie alle Orden von der Französischen Revolution aufgelöst.

### Entwicklung seit der Revolution
1804 konnte sich die Kongregation neu formieren und in der Zisterzienserinnenabtei Saint-Just in Romans-sur-Isère niederlassen. 1813 wurde sie wiederum offiziell anerkannt. 1906 wechselte das Generalat von Romans nach Valence. Inzwischen hatte man über die Grenzen Frankreichs hinaus Tochterklöster gegründet: 1869 in Italien, 1874 in England und 1903 (besonders erfolgreich) in Brasilien. Es kamen hinzu: Irland (1954), Spanien (1964) und Tansania (2004). Heute umfasst der Orden 42 Häuser mit rund 300 Nonnen.

### Oberinnen (Auswahl)
- 1715–1724: Louise Bouveyron
- 1724–1741: Antoinette Pontier (Nichte von Pierre Vigne)
- 1741–: Saint-Joseph Junique
- Sainte-Agnès Jarrias
- Saint-Michel Blachère
- Sainte-Euphrasie Palisse
- 1816–: Saint-Joseph Mistral
- 1855–1897: Saint-Joseph Bouvaret (42 Jahre lang)